# António Laginha

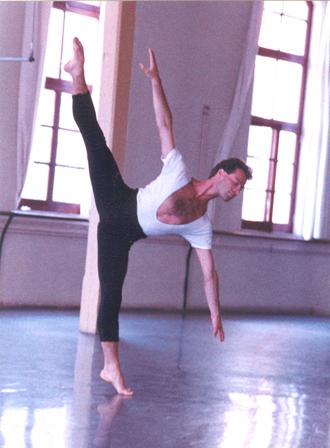
António Laginha nos estúdios da CNB.

António Laginha (n. Loulé, 5 de Maio de 1955) foi bailarino e é professor, coreógrafo, jornalista e investigador português. 
É licenciado em Arquitectura, pela ESBAL - Escola Superior de Belas Artes da Universidade Técnica de Lisboa (1978) e foi membro da Ordem dos Arquitectos. 
Estudou dança no Conservatório Nacional e na Fundação Calouste Gulbenkian, em Lisboa, na Juilliard School (NYC) e na Universidade de Nova Iorque (Tisch School of the Arts) onde obteve o grau de Mestre em Belas Artes / Dança (1997), posteriormente homologado pela Faculdade de Motricidade Humana, da Universidade Técnica de Lisboa. 
É doutorado em Estudos Artísticos pela Faculdade de Letras da Universidade de Coimbra (2016)  com uma tese intitulada “Memória da Saudade – O percurso artístico do Ballet Gulbenkian como estrutura de referência na dança portuguesa (1961-2005)”, no ramo de Estudos Teatrais e Performativos do Departamento de História, Estudos Europeus, Arqueologia e Artes, depois de ter sido bolseiro da FCT junto da Faculdade de Motricidade Humana.
Como bailarino, pertenceu sucessivamente ao Ballet Gulbenkian e à Companhia Nacional de Bailado, tendo sido co-fundador e o primeiro professor da Companhia de Dança de Lisboa. Seguidamente dançou em várias companhias nos Estados Unidos da América (Lincoln Center Touring Program, Westchester Dance Theatre e Delaware Dance Company).
Professor e artista convidado da Vórtice.Dance, apresentou-se com este grupo em diversos teatros portugueses (CAE da Figueira da Foz, Auditório do Ramo Grande, Cine Teatro Louletano, Auditório Paulo VI e Centro Cultural António Aleixo) e no estrangeiro (National Dance Theatre, de Budapeste). Encenou e participou como bailarino convidado no espectáculo “As Águias Voam Legatto”, da Companhia de Música Teatral, apresentado em Oeiras, Elvas, Famalicão, Faro e outras localidades.
Leccionou em diversas escolas nacionais – Escola Superior de Dança, Instituto Universitário Afonso III e Academia de Dança Contemporânea de Setúbal, entre outras – e estrangeiras: Harkness House (Nova Iorque), Universidade de Curitiba, Universidade de Minas Gerais (Belo Horizonte) e Centro Cultural Las Condes (Santiago do Chile). É professor de História da Cultura e das Artes.
Tem conferenciado em Portugal (Faculdade de Arquitectura do Porto, Centro Cultural de Belém, Faculdade de Motricidade Humana, Fundação Gulbenkian, Escola de Artes do Funchal, Acarte, Conservatório Nacional, Centro de Artes e Espectáculos de Alcobaça e Óbidos, etc.) e ainda no Parlamento Europeu, em Estrasburgo, e em diversas cidades do Brasil: São Paulo, Belo Horizonte e Curitiba, e em Santiago do Chile. 
Em 1991 deslocou-se ao Brasil ao abrigo dos Acordo Cultural entre Portugal e Brasil, sob o patrocínio do Ministério dos Negócios Estrangeiros e, em 1996, participou, como conferencista, no evento “Navegar é Preciso”, no Centro Cultural de São Paulo. 
É o decano dos jornalistas de dança em Portugal publicando, regular e ininterruptamente, desde 1986, em jornais e revistas da especialidade, portuguesas e estrangeiras (Brasil, França, Espanha, Itália, Cuba, Israel, Estados Unidos e Alemanha).
Após ter trabalhado nos jornais “O Dia”, “Semanário”, “Diário de Lisboa” e “Diário de Notícias”, é, desde 1993, jornalista do “Correio da Manhã”. Entre 2001 e 2003 foi colunista regular do jornal “AlgarveHoje”. Durante vários anos foi o “Especialista em Dança” para a TSF.
Tem contribuído com textos para inúmeros programas de espectáculos e para diversos livros, designadamente “Dançaram em Lisboa 1900-94”, para Lisboa Capital da Cultura’94, e “Portugal 45-95 nas Artes, nas Letras e nas Ideias”, editado pelo Centro Nacional de Cultura (1999). Colaborador da Enciclopédia da Verbo e do "Livro do Ano" da Grande Enciclopédia Portuguesa e Brasileira (de 88 e 98).
Publicou “O Segredo de Natália”, editado pela Difel e galardoado com o prémio revelação da Associação Portuguesa de Escritores (APE - 1988), uma selecção de crónicas jornalísticas intitulada “Pontos Com Vista” (2005), o livro infantojuvenil “O Fantasma do Circo Maravilhas”, a biografia de Ruth Asvin: "A fabulosa Madame Ruth" (Caleidoscópio - 1ª edição em 2017, 2ª edição em 2021 e edição em alemão em 2025); uma selecção de 80 textos críticos sobre o Ballet Gulbenkian (entre 1988 e 2005) intitulada "Entre a Exaltação dos Corpos e a Memória da Palavras", a peça teatral “Madame ! vai uma tacinha de Magos?", “O (pequeno) Livro da Dança” (Caleidoscópio - 2021), encomendado pelo Instituto de Artes Cénicas de Havana (Cuba); "História do Bailado em Portugal" (CTT - 2021) e "Os Ballets Russes em Portugal" (Caleidoscópio- 2024). Tem vindo a trabalhar num Dicionário de Dança Portuguesa e nas biografias de algumas personalidades marcantes da dança nacional, designadamente Madalena Perdigão ("Da Música se fez cativa e da Dança se fez amante"), Margarida de Abreu, Jorge Garcia ("Maestro, Hasta siempre!"), Águeda Sena, Isabel Santa Rosa, Carlos e Jorge Trincheiras ("Dois Príncipes e uma Rainha da Dança Portuguesa").
Desde 1983 que é membro da Associação de Críticos de Dança dos Estados Unidos da América e está representado com artigos e em espectáculos gravados, na Dance Collection do Lincoln Center for the Performing Arts, de Nova Iorque (EUA). 
Fez parte de júris de concursos nacionais e internacionais (Festival de Joinville – 1990, Prémios Almada e Ribeiro da Fonte/ Ministério da Cultura - 98 e 99 - e Prémio Nijinsky/ Mónaco Dance Awards – 2000) e cobriu, jornalisticamente, eventos como a Expo’98, para além dos mais importantes festivais de dança do Mundo: Bienal de Danse de Lyon (França) Jacobs’s Pillow Dance Festival (USA), Festival de Danse de Montpellier (França), Kuopio Dance Festival (Finlândia), Festival de Danse de Cannes (França), Festival de San Pantaleo (Itália) e Festival de Klapstuk (Bélgica).
Entrevistou, entre outros, Rudolfo Nureyev, Mikhail Baryshnikov, Maurice Béjart, Fernando Bujones, Alicia Alonso, Alexandra Danilova, Anna Sokolow, Sylvie Guillem, Manuel Legris, Reinhilde Hoffman, Milton Myers, Lar Lubovitch, Boris Eifman, Trisha Brown, Yoshiko Chuma, Deborah Jowitt, Carolyn Carlson, Ekaterina Maximova, Joaquín Cortés, António Marquez, Antonio Canales, Israel Galván, Isabel Santa-Rosa, Carlos Trincheiras, Olga Roriz, Vasco Wellenkamp, Ricardo Pais e Nuno Côrte-Real.
Paralelamente às actividades artísticas produziu e organizou diversas exposições nomeadamente “25 Anos da Companhia Nacional de Bailado”, na Galeria Gymnasio (Lisboa), “Dança Que Passa”, na Biblioteca Municipal de Algés e “Paula Pinto – 20 anos no Ballet Gulbenkian”, “Danças”, na pintura de Vincent MacKoy, “Margarida de Abreu – retrato de uma pioneira” e “A Volta ao Mundo (da dança) em Oitenta Cartazes”, no Centro de Dança de Oeiras. 
Tem feito, pontualmente, produção de espectáculos, designadamente para o grupo Batoto Yetu-Portugal, a Companhia de Dança de Deborah Colker e o White Oak Dance Project, de Mikhail Baryshnikov. 
Foi um dos organizadores do primeiro espectáculo de bailado apresentado no Centro Cultural de Belém, o coreógrafo da primeira gala de dança apresentada na Culturgest, o produtor da Gala de Homenagem a Carlos Trincheiras, no Teatro S. Luiz – filmada para a RTP – e responsável pela programação de dança do Teatro da Trindade, tendo trazido a Portugal o Nederlans Dans Theater III, a grupo alemão S.O.A.P (de Rui Horta) e a bailarina-solista canadiana Margie Gillis. 
Produziu e apresentou vários ciclos de conferências-demonstração intitulados "Ver a Música e Ouvir a Dança", no Teatro Maria Matos, inseridos nos Encontros Didácticos da Câmara Municipal de Lisboa (1992) e no Auditório Municipal Eunice Muñoz, em Oeiras (de 98 a 2001), no concelho de Oeiras. O projecto de dança infanto-juvenil, "Uma Fenda no Tecto", foi distinguido com um subsídio do Ministério da Cultura (IPAE) para apresentações ao longo do ano 2000. 
Coreografa desde 1977, estando representado em companhias portuguesas, brasileiras e norte-americanas, designadamente o Ballet Gulbenkian, a Companhia Nacional de Bailado e o Ballet Paula Castro. 
Colaborou com alguns encenadores coreografando peças de teatro - João Silva, do Grupo Terapêutico do Júlio de Matos, e outros - e a ópera “As Bodas de Fígaro”, encenada por Luís Miguel Cintra para o Teatro Nacional de S. Carlos e filmada pela RTP. 
Recebeu o 2º Prémio do 1º Concurso Coreográfico Nacional, em 1985, o Prémio Prestígio do Festival de Dança de Joinville (Brasil), em 1990, o Prémio Revelação com a obra “O Segredo de Natália” (Difel), em 1998, e o Prémio da Associação Primo Canto, em 2002.
Foi galardoado com a Medalha de Mérito Artístico da Câmara Municipal de Oeiras, em Junho de 2006. 
A partir de 2009 passou de Vice-Presidente a Presidente da Associação Cais de Culturas.
É o fundador e director da “Revista da Dança”, que mereceu o apoio financeiro do Ministério da Cultura, através do Instituto Português do Livro e das Bibliotecas.  
Em Julho de 2001 fundou o Centro de Dança de Oeiras que, desde então, dirige e onde também lecciona. 
É director do Centro de Pesquisa e Documentação de Dança desde 2005, instituição que possui o mais importante acervo documental de dança existente no País.